# Sandžak
Sandžak je zemljopisno područje koje se nalazi na jugozapadu Srbije i sjeveru Crne Gore. Šest sandžačkih općina pripadaju Srbiji (Novi Pazar, Sjenica, Tutin, Prijepolje, Nova Varoš, Priboj), a šest pripadaju Crnoj Gori (Pljevlja, Bijelo Polje, Berane, Plav, Rožaje i Gusinje). Nerijetko se i Mojkovac spominje kao sandžačka općina.
Najveći grad u regiji je Novi Pazar sa 71.462 stanovnika (2022.), a ostali veći gradovi su: Pljevlja (s 16.419 stanovnika) i Priboj (s 13.172 stanovnika). U Srbiji, općine Novi Pazar i Tutin su dio Raškog okruga, a općine Sjenica, Prijepolje, Nova Varoš i Priboj su dio Zlatiborskog okruga. Površina Sandžaka je 8686 km2.

## Etničke skupine
Više od polovice stanovništva Sandžaka čine Bošnjaci i Muslimani, a ostatak Srbi, Crnogorci i ostali. U Sandžaku živi i manji broj Albanaca, Roma i drugih.
U općinama Novi Pazar, Tutin, Sjenica, Plav i Rožaje većinu stanovništva čine Bošnjaci. U općinama Priboj, Prijepolje, Nova Varoš i Pljevlja (i Mojkovac) većinsko stanovništvo su Srbi. Crnogorske općine Bijelo Polje i Berane su etnički mješovite s relativnom srpskom većinom.

### Ukupno
- Bošnjaci – 178 469 (45,38 %)
- Srbi – 151 019 (38,41 %)
- Crnogorci – 27 723 (7,05 %)
- Muslimani – 23 670 (6,02 %)
- ostali (Albanci, Romi, itd.) – 12 342 (3,14 %)

### Srbijanski dio
- Bošnjaci – 134 128 (56,94 %)
- Srbi – 89 396 (37,95 %)
- Muslimani – 8222 (3,49 %)
- Crnogorci – 928 (0,39 %)
- ostali – 2893 (1,23 %)

### Crnogorski dio
- Srbi – 61 623 (39,09 %)
- Bošnjaci – 44 341 (28,13 %)
- Crnogorci – 26 795 (16,99 %)
- Muslimani – 15 448 (9,80 %)
- ostali – 9449 (5,99 %)

Podatke stanovništva Crne Gore aktualizirao je republički zavod za statistiku Republike Crne Gore prema podatcima popisa stanovništva iz 2003. Prema tome su i svi zavisni brojevi ukupnog stanovništva novo izračunani.

## Povijest
U srednjem vijeku, na ovim prostorima je osnovana srpska država Raška, čije se sjedište nalazilo u gradu Rasu, nedaleko od današnjeg Novog Pazara. Za vrijeme Osmanskog Carstva, Sandžak je bio naziv jedne od administrativno-upravnih oblasti te države, i takvih sandžaka je bilo na stotine širom Osmanskog carstva od Srednje Europe do Azije.
Na području današnjeg Sandžaka postojao je Novopazarski sandžak, administrativna jedinica Bosanskog ejaleta, čije je sjedište bio Novi Pazar. Odatle je današnji Sandžak dobio ime. Godine 1878. nakon Berlinskog kongresa Austro-Ugarska je vojno zaposjela Novopazarski sandžak, a pod osmanskom je upravom bio samo formalno. Za razliku od ostatka Bosanskog ejaleta (Bosna i Hercegovina), nije poslije pripojen Austro-Ugarskoj.

### Balkanski ratovi i prva Jugoslavija
Sve do balkanskih ratova (1912. – 1913.), Sandžak je činio jedinstveno-administrativnu cjelinu s upravom i kulturnim sjedištem u Novom Pazaru, pod vlašću Osmanskog Carstva. Mirom u Bukureštu 1913. godine Srbija dobiva vlast nad sjevernim dijelom Sandžaka (područje s gradovima Novi Pazar, Sjenica, Tutin, Prijepolje, Priboj i Nova Varoš), a Crna Gora nad njegovim južnim dijelom (s gradovima Pljevlja, Bijelo Polje, Berane, Rožaje, Plav). 
Stanovništvo je trpilo državnu represiju nakon 1912. sve do 1940. U kolektivno sjećanju ostali su pokolji vojvode Koste Pečanca (1912. – 1940.), pa smrtonosna upadanja četa Pavle Đurišića, Đorđa Lasića i drugih u nenaoružana sela. 

### Drugi svjetski rat
Za vrijeme Drugoga svjetskog rata je Sandžak bio kratkotrajno pripojen Nezavisnoj Državi Hrvatskoj. 
5. svibnja poglavnik NDH, Ante Pavelić je izdao odredbu o uključivanju Sandžaka u sastav NDH. Sandžaklije su primoreni bili da potom "svojevoljno" zatraže pripojenje Hrvatskoj od Ante Pavelića, (predstavka 10. svibnja) 3. srpnja 1941. godine. Sandžački muslimani iskazali su da su ugroženi, jer im Srbi drže „nož pod vratom”, a Albanija im je prijetila aneksijom. Pavelić je potom prozvao sandžačke muslimane Hrvatima. Istog mjeseca osnovano je Krilno zapovjedništvo za Sandžak sa sjedištem u Priboju. Kotarski predstojnik kotara Priboja postao je Tajib Pašić. 23. svibnja određen je kotarski predstojnik za Novu Varoš Hajrudin Hadžiibrahimović. 16. i 17. lipnja grad i kotar Sjenica zaposjeo je dio oružnika i uspostavljeno oružničko zapovjedništvo u Sjenici. Krilo Oružništva NDH Prijepolje zaposjelo je cijeli kotar Sjenicu i pripojilo ga već zaposjednutom dijelu Sandžaka.
Represiju su trpjeli i od strane Partizanskih snaga, koje su ubijale civile. Preko 1000 istaknutih građana je pogubljeno u Novom Pazaru i blizini, nakon presude koju je izrekao 19. siječnja 1945. prijeki komunistički sud.

### Druga Jugoslavija
Od uspostavljanja republičkih granica 1945. godine, Sandžak je podijeljen između Srbije i Crne Gore. Sandžak, sa svojih ~8600 četvornih kilometara područja na kojem je nastanjeno nešto manje od 500 000 ljudi, a djelomično je potpalo pod Srbiju, djelomično pod Crnu Goru. Kao neminovna posljedica jugoslavenskog federalizma, Sandžak je počeo gubiti koheziju jedinstvenog prostora. Južni i sjeverni dijelovi regije su počeli, nakon 1945. godine, gravitirati prema vlastitim republičkim centrima u gospodarskom, prometnom i političkom smislu. 

### Raspad Jugoslavije
Dana 21. listopada 1991. godine, srbijanska vlada odbila je dopustiti Bošnjacima održavanje referenduma o budućnosti Sandžaka, prijeteći organizatorima uhićem i tvrdeći da je referendum protivustavan.
29. listopada 1991. od ukupno 264.156 birača, na tom referendumu je učestvovalo njih 187.473, odnosno 70,19 posto ukupnog biračkog tijela, od čega se 183.302 birača (ili 98,90 posto glasalih) izjasnilo za političku i teritorijalnu autonomiju Sandžaka s pravom priključenja nekoj od republika Socijalističke Federativne Republike Jugoslavije (SFRJ).
U bošnjačko-hrvatskom sukobu zloglasnu ulogu su imale Sandžaklije. Sukob su po mnogo čemu organizirali i isprovocirali pripadnici SDB, KOS-a, MI 5 i još neke obavještajne službe. U pokoljima Hrvata u sjevernoj Hercegovini oni su rukovodili i organizirali skoro sve pokolje. Poslani su na mjesta zapovjednika upravo na područja gdje su živjeli Hrvati i muslimani. Pridošli Sandžaklije brzo su preuzeli ili dobili svu vojnu i političku vlast. Prema jednoj teoriji poslala ih je Državna bezbednost Srbije radi potpirivanja rata između Hrvata i muslimana da bi se time sa srpske strane skinuta stigma agresora i zločinca, pošto je Srbija počela biti ucjenjivana pogromom muslimanskog stanovništva u Sandžaku. Druga teorija je da je Vrh Armije BiH namjerno poslao Sandžaklije radi izazivanja rata s Hrvatima, jer domicilni muslimani na tim područjima nisu bili skloni tome. Treća teorija je da ih bošnjačko vodstvo ABiH poslalo Sandžaklije na ta područja jer su ih željeli zaštiti od možebitne osvete prema muslimanskom stanovništvu Sandžaka ako bi se borili protiv Srba. Muslimani Sandžaka su iskazivali neobjašnjivu mržnju prema Hrvatima, premda prije sukoba nisu živjeli na teritoriju gdje su živjeli Hrvati. Zvjerstva ne mogu naći izliku u nekoj osveti ili nečemu sličnom. Zapovjednik Prozorskog bataljona koja je izvršila pokolj u Uzdolu (Prozor-Rama) bio je Enver Buza. Visoki časnik ABiH koji je zajedno s Buzom planirao napad na Uzdol njegov je zemljak Zićro Suljević. Zapovjednik postrojbe za posebne namjene „Zulfikar” stacionirane u Jablanici bio je Zulfikar Ališpago-Zuka. Držali su logor za Hrvate u Donjoj Jablanici i uradili pokolj u selu Doljani (Jablanica). Bliski suradnik Ališpage, poznat po svireposti i ubijanju ratnih zarobljenika bio je Nihad Bojadžić. U jednoj verziji optužuje se Ramiza Delalića-Ćelu, da su njegovi ljudi uradili pokolj u Grabovici. Druga verzija ga brani da nema veze s tim i da je spasio dvojicu preostalih dječaka i tvrdi da su mu nakon sastanku poslije pokolja Zuka i Sefer zamjerali zašto nije pobio i preživjelu dvojicu dječaka, a da je zapovjed za pokolj navodno dao Vehbija Karić. Delalić na to područje došao je samo u sklopu Akcije Neretva 93, nije obnašao vojnu dužnost na području sukoba ABiH – HVO. Militantna retorika Sefera Halilovića u ratu, priznavanje namjera u „lukavoj strategiji” i netolerantne ratnohuškačke izjave godinama poslije rata daju mjesta pretpostavci o ulozi Sandžaklija iz KOS-a. Ramiz Dreković zapovijedao je 4. i 5. korpusom ABiH. Četvrti korpus je osnovan 17. studenoga 1992. godine naredbom načelnika Štaba Vrhovne komande Sefera Halilovića. Štab je bio u Mostaru i Jablanici, a zona odgovornosti 4. korpusa pokrivala je općine Mostar, Konjic, Jablanica, Nevesinje, Stolac i Čapljina. Fahrudin Radončić se 1992. pridružio Armiji RBiH u kojoj je proveo godinu dana kao član kabineta načelnika stožera vrhovnog zapovjedništva ARBiH Sefera Halilovića. Ejup Ganić je bio član ratnog predsjedništva BiH, visoki dužnosnik SDA, član Sandžačke frakcije u muslimanskom vodstvu, koja nije bila za okretanje ka Zapadu nego na sve. Tijekom ranih pregovora o diobi BiH, napomenuo je da su Bošnjaci „islamizirani Srbi” te da bi se stoga trebali pridružiti srpskoj strani, u vrijeme kad se SDA prešla na ideju pridruživanja Srbima i nastavljanja borbe protiv Hrvata. Selmo Cikotić je bio djelatna vojna osoba u JNA u Školskom centru PVO u Zadru, gdje je bio tijekom odsudnih mjeseci velikosrpske agresije na Hrvatsku. Iz JNA u BiH je otišao kad je obrana hrvatske neovisnosti bila gotova stvar. Veljače 1993. bio je zapovjednik Operativne grupe Zapad 3. korpusa Armije BiH u Bugojnu. Zbog te uloge bio je izgnan s koledža u Fort Leavenworthu, SAD, kao rezultat optužbi da je zapovijedao vojnicima koji su ubili i mučili Hrvate u Bugojnu i okolici.

### SR Jugoslavija i Srbija i Crna Gora
Nakon pogoršanja odnosa između Srbije i Crne Gore u SRJ, što se nastavilo i u Državnoj Zajednici Srbija i Crna Gora, administrativna linija koja prolazi sredinom Sandžaka je dobila sve odlike međudržavne granice. Raspadom Državne Zajednice Srbija i Crna Gora ovaj proces je službeno okončan.
Ciljevi Bošnjaka ove regije su autonomija ili čak nezavisnost. Državni vrh Srbije protivi se i autonomiji. Prisutnost prerušenih arapskih ekstremista već je dokazana, ali oni u stvari koriste posebnosti muslimana te regije, koji ne žele kompromise jer je njihova vovijest označena tuđom represijom. Režimska policija ubila je na Sandžaku nakon niza oružanih sukoba jednog vahabita, čija je smrt obznanila širokoj javnosti snagu sandžačkog pokreta. Muftija,  poglavar Islamske zajednice Srbije, tvrdi da je u Sandžaku narod okupljen oko njega, što je daleko od istine, jer ogromna većina puka muslimanske vjere odbija njegovu pro-beogradsku politiku, te slijedi reis-ul-ulemu u Sarajevu kao svog istinskoga vođu. Snažan je osjećaj pripadnosti bošnjačkom etničkome korpusu. Muftija Muamer Zukorlić u intervjuu kuvajtskoj televiziji El rej rekao je da je Sandžak već 100 godina pod srpskom i crnogorskom okupacijom i da bi trebalo da dobije, ako ne državu, a ono makar autonomiju.

## Vanjske poveznice
- Mrežno mjesto o Sandžaku.